# Gisle Johansen

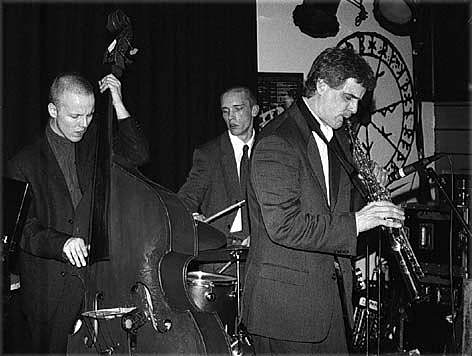
Gisle Johansen (rechts) mit Ingebrigt Håker Flaten und Paal Nilssen-Love 1993.

Gisle Johansen (* um 1970) ist ein norwegischer Jazz-Musiker (Sopran und Tenorsaxophon).

## Leben und Wirken
Johansen, der stark von der Musik John Coltranes beeinflusst war, bildete von 1992 bis 1999 mit Ingebrigt Håker Flaten (Bass), Håvard Wiik (Piano) und Paal Nilssen-Love (Schlagzeug) das Quartett Element; das gleichnamige Album erschien 1996. Weitere Aufnahmen entstanden 1998 in Oslo mit dem Sänger Marvin Charles. In dieser Zeit spielte Johansen in der Formation Jazzmob, der u. a. Jon Klette, Michael Block, Mats Eilertsen und Jarle Vespestad angehörten. 2007 trat er auf dem Oslo International Jazz Festival mit dem Crimetime Orchestra auf (Album Atomic Symphony) Im Bereich des Jazz war er zwischen 1998 und 20077 an neun Aufnahmesessions beteiligt; außerdem arbeitete er mit Petter Wettre.

## Diskographische Hinweise
- Jazzmob: The Truth (Jazzaway, 1998)
- Element: Shaman (BP, 1998)
- Jazzmob: Pathfinder (Jazzaway, 2003)
- Jazzmob: Infernal Machine (Jazzaway, 2006), mit Kare Nymark, Jon Klette, Anders Aarum, Per Zanussi, Andreas Bye